# Österreichischer Fußball-Bund
Der Österreichische Fußball-Bund – ÖFB ist die gemeinnützige Vereinigung der Fußball-Landesverbände Österreichs und der Österreichischen Fußball-Bundesliga. Er wurde am 18. März 1904 gegründet und 1905 in die FIFA aufgenommen. 1954 war er Gründungsmitglied der UEFA. Der Sitz des Verbandes befindet sich im Ernst-Happel-Stadion von Wien.
Anfang 2018 sind 567.811 Spieler aller Geschlechter in 2.217 Vereinen im Verband angemeldet. Damit ist der Verband die drittgrößte Sportorganisation des Landes, nach dem VAVÖ und dem ÖAV. Der Fußball ist vor dem Skisport die beliebteste Sportart in Österreich, allerdings erst nach dem Bergsport. Fußball besitzt einen großen Stellenwert und hat in Österreich eine Tradition, die sich bis ins Jahr 1894 zurückverfolgen lässt.
Jedes Jahr wird der österreichische Meister in der ÖFB Frauen-Bundesliga und in der Bundesliga ermittelt und der ÖFB-Ladies-Cup und der ÖFB-Cup werden ausgespielt. Weiters bestreiten die österreichische Fußballnationalmannschaft und die österreichische Fußballnationalmannschaft der Frauen jährlich mehrere Länderspiele und nehmen an internationalen Bewerben teil. Im April 2018 kündigte der Verband an, zusätzlich ein Futsal-Nationalteam zu etablieren.

## Geschichte

### Gründung der Österreichischen Fußball-Union (ÖFU)
Im November 1894 trugen der First Vienna FC 1894 und der Vienna Cricket and Football-Club, die ältesten Vereine des Landes, das erste offizielle Fußballspiel in Österreich aus. Mit dem Challenge-Cup, an dem auch Vereine aus Prag und Budapest teilnahmen, wurde 1897 der erste Wettbewerb abgehalten. 1899 wurde vom englischen Fußballpionier Mark „M. D.“ Nicholson das Comité zur Veranstaltung von Fußball-Wettspielen, der Vorläufer einer verbandsähnlichen Struktur, organisiert. 17 der seinerzeit 45 Wiener Vereine schlossen sich am 4. Jänner 1900 in der Österreichischen Fußball-Union (ÖFU) zusammen. First-Vienna-Präsident Geo Fuchs wurde erster Präsident der ÖFU.
In der Habsburger Doppelmonarchie Österreich-Ungarn fanden in jenen Jahren weitere Verbandsgründungen statt:
- am 7. November 1900 der Verband der Prager Deutschen Fußball-Vereine, der bis zum FIFA-Beitritt des deutschen DFB 1904 quasi als Unterverband dessen fungierte,
- am 19. Jänner 1901 die ungarische Magyar Labdarúgó Szövetség, die 1907 Aufnahme in die FIFA fand, und
- am 19. Oktober 1901 in Prag, für die tschechischen Vereine, der Český svaz footballový. Die CSF wurde 1906 kurzfristig in die FIFA aufgenommen, auf Drängen Österreichs, separatistische Tendenzen fürchtend, aber 1908 wieder ausgeschlossen.

In Wien wurde noch 1900 erstmals der Tagblatt-Pokal, wohl der erste Vorläufer der heutigen Meisterschaft, ausgetragen. 1902 fand das erste Länderspiel, in Wien gegen Ungarn, statt.

### Österreichischer Fußball-Verband (ÖFV)
Zwistigkeiten in der ÖFU führten 1904 zum Austritt der Vienna und der Cricketer und damit deren Auflösung. Am 18. März 1904 folgte unter der Federführung der beiden Vereine die Gründung des Österreichischen Fußball-Verbands (ÖFV), der sich 1906 dem Amateurstatus verschrieb, mit Heinrich Strehblow vom Wiener AC als ersten Präsidenten. 1905 trat der Verband dem 1904 ins Leben gerufenen Weltverband FIFA bei und wurde 1908 Gastgeber des fünften FIFA-Kongresses, der in Wien stattfand. Intensive Bemühungen und Verhandlungen zwischen den Interessengruppen führten 1911 dazu, dass im ÖFV fünf Unterverbände, die nach Regionen eingeteilt werden, entstanden:
- Niederösterreichischer Fußballverband (NFV), gegründet am 16. Mai 1911,[4]
- Deutscher Fußball-Verband für Böhmen (DFVfB), gegründet am 25. Juni 1911,
- Deutscher Fußball-Verband für Polen, Galicien (DFVfP), gegründet am 25. Juni 1911,
- Deutsch-Alpenländischer Fußball-Verband (DAFV), gegründet am 2. Juli 1911[5] und
- Deutscher Fußball-Verband für Mähren und Schlesien (DFVfMuSch), gegründet am 13. Juni 1913.

Während beim Deutsch-Alpenländischen Fußballverband kein regelmäßiger Spielbetrieb stattfand, veranstaltete der Niederösterreichische Fußballverband, dem die leistungsmäßig dominierenden Wiener Vereine angehörten, 1911 erstmals eine nach heutigem Schema ausgetragene Meisterschaft, die der SK Rapid Wien gewann. Diese Meisterschaft wird heutzutage als erste österreichische Fußballmeisterschaft angesehen. Drei weitere Unterverbände hielten in der Folge ebenso Meisterschaften ab. 1912 erfolgte die erste Olympiateilnahme. Nachdem der ÖFV bis dahin seine Sitzungen im Ring-Café abgehalten hatte, erhielt er im weiteren Verlauf des Jahres in der Annagasse 7 in der Wiener Innenstadt sein erstes eigenes Hauptquartier.

### VAS und VAF
Nach dem Ersten Weltkrieg spalteten sich sozialdemokratisch orientierte Vereine zum Verband der Arbeiter- und Soldatensportvereinigungen Österreichs (VAS). Nach deren Auflösung 1924 entsprang daraus die Freie Vereinigung der Amateur-Fußballvereine Österreichs (VAFÖ).
Ab 1923 trugen die Wiener die Meisterschaft unter dem aufgrund der Abtrennung Wiens von Niederösterreich 1923 gegründeten Wiener Fußball-Verband aus, der im folgenden Jahr den Professionalismus – ein über Jahre hinweg diskutiertes Thema im Österreich (und auch Europa) jener Zeit – einführte, wobei die Wiener damit eine Vorreiterrolle am europäischen Festland einnahmen.

### Gründung des Österreichischen Fußball-Bundes (ÖFB)
Der Professionalismus führte auch zu einer Verschärfung des Kontrasts mit dem Arbeiterfußball, der auch in inneren Verwerfungen im ÖFV Ausdruck fand. Dies führte 1926 zu einer Reorganisation und Neugründung als Allgemeiner Österreichischer Fußballbund (AÖFB) – offiziell als unpolitisch qualifiziert, aber praktisch bürgerlich aufgestellt – durch die jüdischstämmigen Hugo Meisl – der seit 1913 Verbandskapitän war und Generalsekretär wurde – und dem bisherigen ÖFV-Präsidenten und nunmehrigen neuen Vizepräsidenten Ignaz Abeles – einem Arzt, der nach seiner Zeit beim Deutschen Fußball Club Prag Mitglied bei der Vienna wurde und sowohl beim Niederösterreichischen als auch beim Wiener Verband Gründungspräsident war und letzterem bis dahin vorstand – sowie dem Richter Richard Eberstaller, der schon Anfang der 1930er Jahre ein illegaler Nationalsozialist wurde und sich bis 1945 schwer in Schuld bringen sollte.
Die 1930er Jahre beschreiben die Glanzzeit des österreichischen Fußballs. Die Nationalmannschaft begeisterte als Wunderteam unter Verbandskapitän Hugo Meisl die Massen, gewann den zwischen 1931 und 1932 abgehaltenen Europameisterschaftsvorläufer Europapokal der Fußball-Nationalmannschaften und erzielte am 7. Dezember 1932 mit einer knappen 3:4-Niederlage gegen England im Londoner Stadion an der Stamford Bridge einen großen Achtungserfolg. Mit einer mitreißenden Live-Reportage aus London, die auch auf dem Wiener Heldenplatz übertragen wurde, eröffnete der ehemalige Nationalspieler Willy Schmieger, der auch als Funktionär in Erscheinung trat, eine neue Ära im Sportjournalismus des Landes. Bei der Weltmeisterschaft 1934 wurde Österreich Vierter. Die Vereine erwarben internationale Geltung durch ihre Erfolge im weiland höchstangesehenen Mitropapokal.

Artikel im Fußball-Sonntag über die bevorstehende Auflösung des ÖFB (5. Juni 1938)

Der vorgenannte Schmieger wurde 1935 im seinerzeitigen Ständestaat vom Sportführer und Vizekanzler Ernst Rüdiger Starhemberg zum „Gruppenführer“ für Fußball ernannt, aber bereits im folgenden Jahr durch den nunmehrigen Obergerichtsrat Richard Eberstaller abgelöst. Nach dem Anschluss Österreichs an das Deutsche Reich am 12. März 1938 war es der ÖFB-Präsident und nunmehrige Obergerichtsrat Eberstaller – der in jenen Jahren auch durch politische Todesurteile, Kunstdiebstahl und Immobilienschiebereien auffiel –, der den ÖFB am 28. März de facto und am 7. Juni de jure auflöste (womit der ÖFB aus der FIFA austrat) und damit auch im Fußball die Gleichschaltung vollzog. Gleichzeitig fand auch der Professionalismus einstweilen ein Ende. Wohl ein Absurdum, war es doch Eberstaller, der 1926 den Verband als Gegenentwurf zum amateuristischen Arbeiterfußball aufstellte.
Nach dem Krieg wurde der ÖFB wiedergegründet. Erster Präsident war Josef Gerö, ein ehemaliger Fußballer, Jurist und parteiloser Politiker, der zeitweise auch Justizminister war. Gerö war bereits von 1927 bis zu seiner politisch und rassistisch bedingten Verhaftung durch die neuen Machthaber 1938 Präsident des Wiener Verbandes gewesen. Er behielt die Präsidentschaft, ab Juni 1954 war er zudem Vizepräsident der vom ÖFB mitbegründeten UEFA, bis zu seinem Ableben Ende Dezember 1954 bei. In seine Amtszeit fiel der letzte große Erfolg Österreichs, der dritte Platz bei der Weltmeisterschaft 1954.
Im Jahr 2008 richtete der ÖFB gemeinsam mit dem Schweizerischen Fussballverband die Fußball-EM aus, deren Finale am 29. Juni im Wiener Ernst-Happel-Stadion ausgetragen wurde.
Im März 2024 erfolgte der Spatenstich für ein ÖFB-Trainingszentrum in der Seestadt Aspern in Wien-Donaustadt. Die Kosten wurden zwischen ÖFB, Bund und der Stadt Wien gedrittelt, wobei jeder mindestens 25 Millionen Euro übernehmen soll. Die Baudauer für den Campus soll 17 Monate betragen.

## Organisation

### Präsidenten des ÖFB
- 1904 bis 1906: Heinrich Strehblow
- 1906 bis 1907: Ignaz Abeles
- 1907 bis 1914: Adolf Wallner
- 1914 bis 1922: Ignaz Abeles
- 1922 bis 1925: Karl Volkert
- 1925 bis 1926: Eduard Pantucek
- 1926 bis 1938: Richard Eberstaller (bis zur seinerzeitigen Auflösung des ÖFB)
- 1945 bis 1954: Josef Gerö
- 1955 bis 1969: Hans Walch
- 1970 bis 1976: Heinz Gerö
- 1976 bis 1982: Karl Sekanina
- 1982 bis 1984: Herbert Raggautz und Heinz Gerö (interimistisch)
- 1984 bis 2002: Josef „Beppo“ Mauhart
- 2002 bis 2008: Friedrich Stickler
- 2008 bis 2009: Kurt Ehrenberger (interimistisch)
- 2009 bis 2021: Leo Windtner
- 2021 bis 2023: Gerhard Milletich[8][9]
- 2023: Johann Gartner (interimistisch)
- 2023 bis 2024: Klaus Mitterdorfer[10]
- 2024 bis 2025: Wolfgang Bartosch (interimistisch)[11]
- seit 2025: Josef Pröll[1]

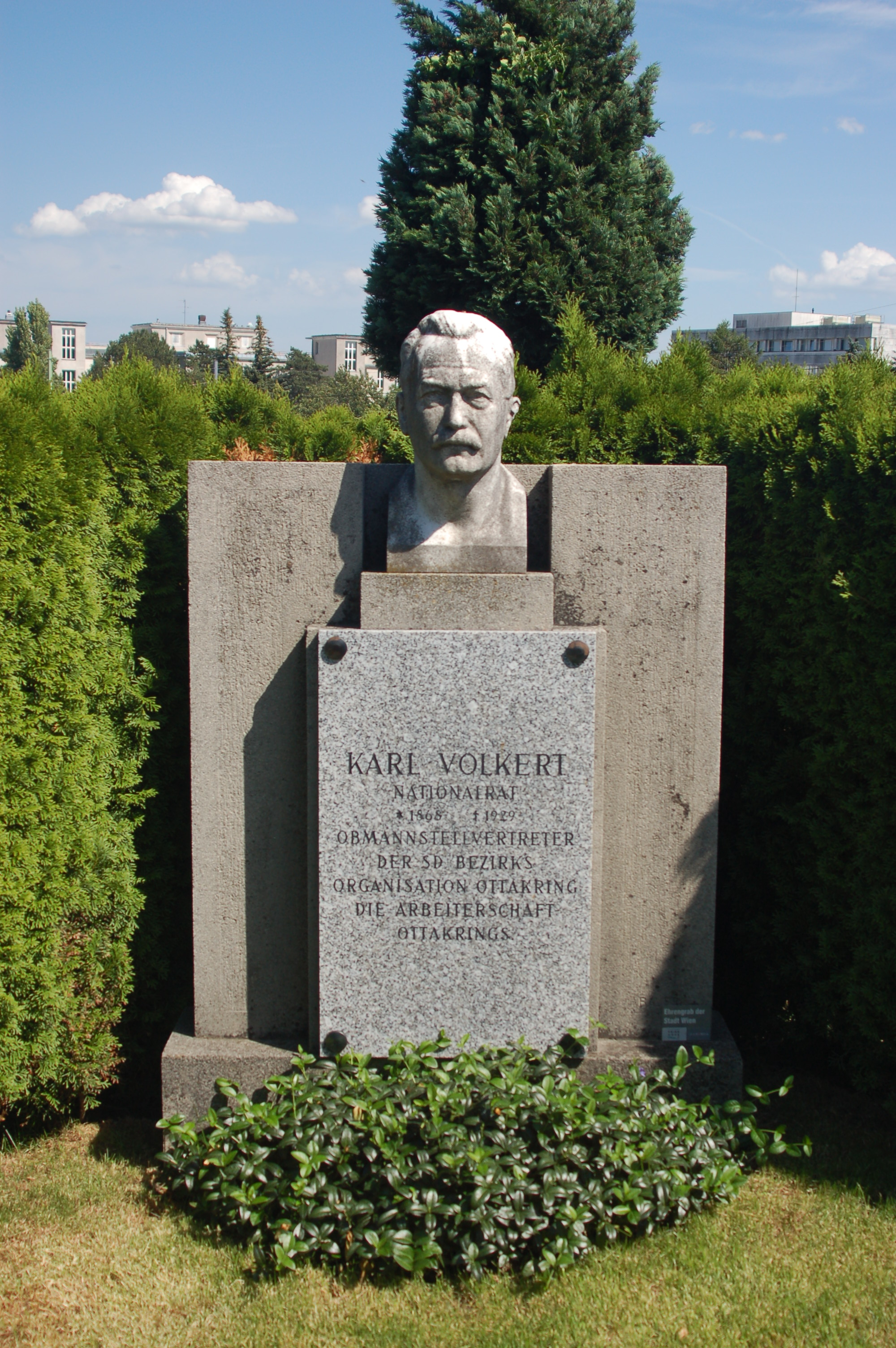
1922 bis 1925: Karl Volkert (Grabstein)
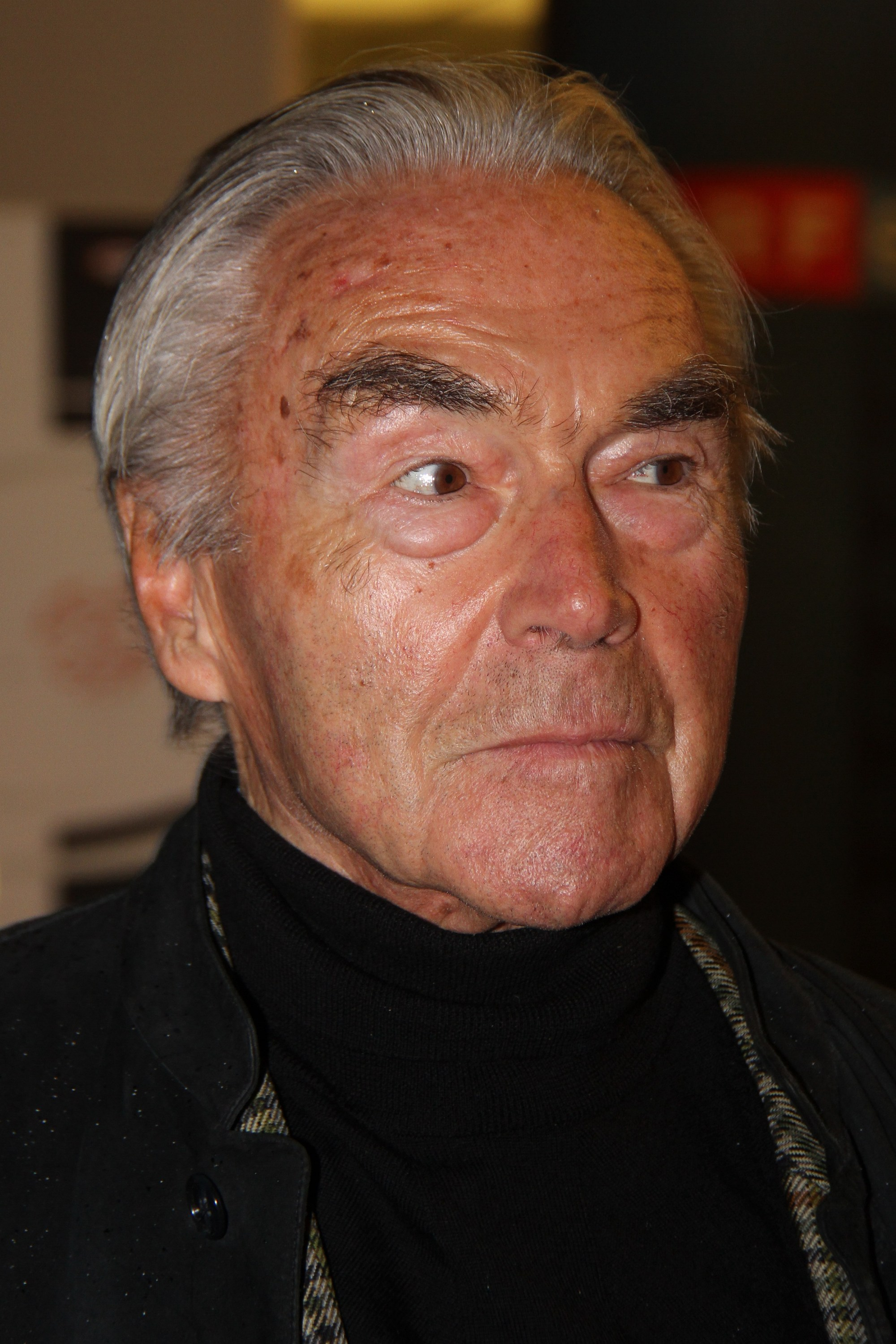
1984 bis 2002: Josef Mauhart
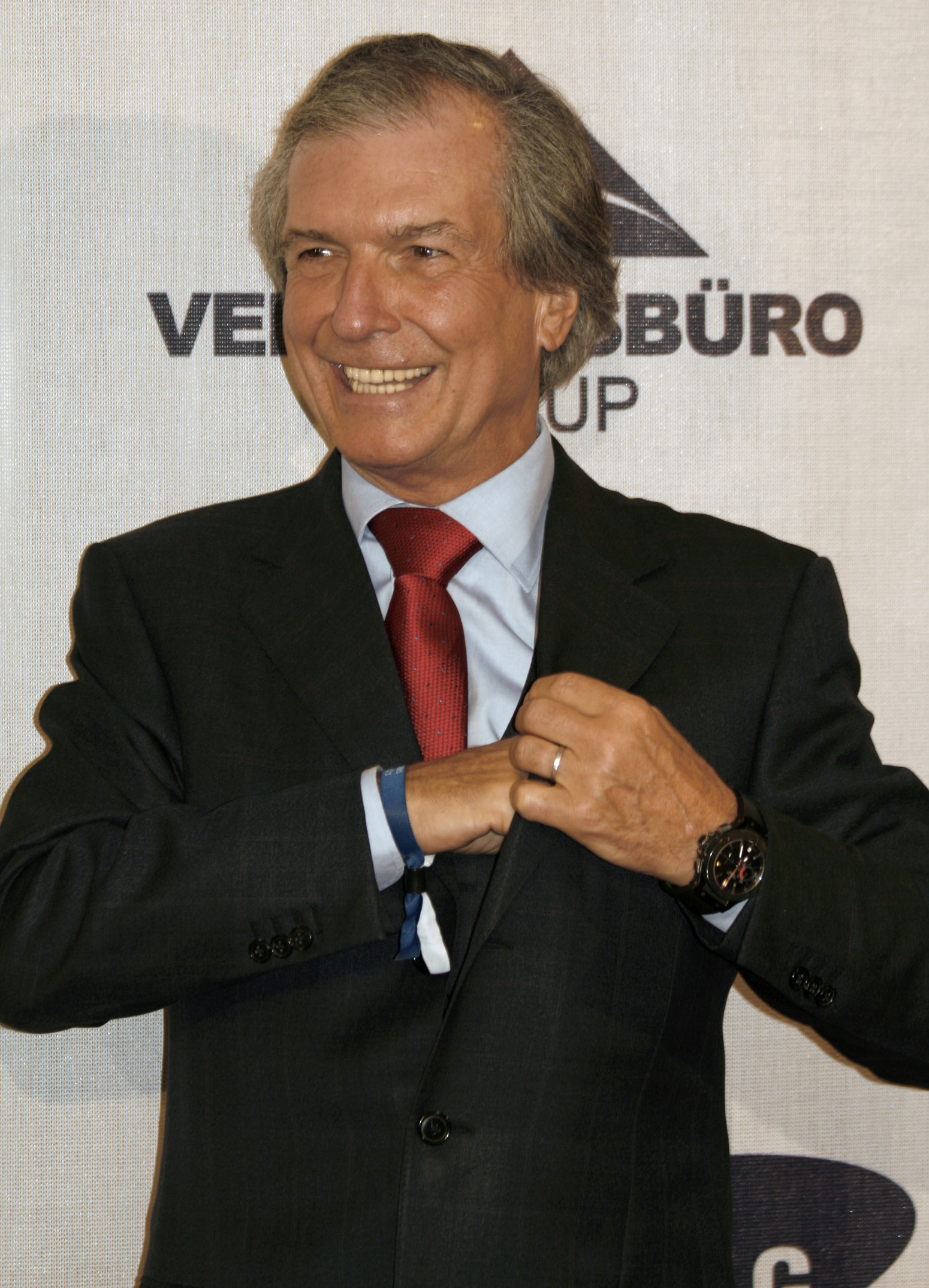
2002 bis 2008: Friedrich Stickler
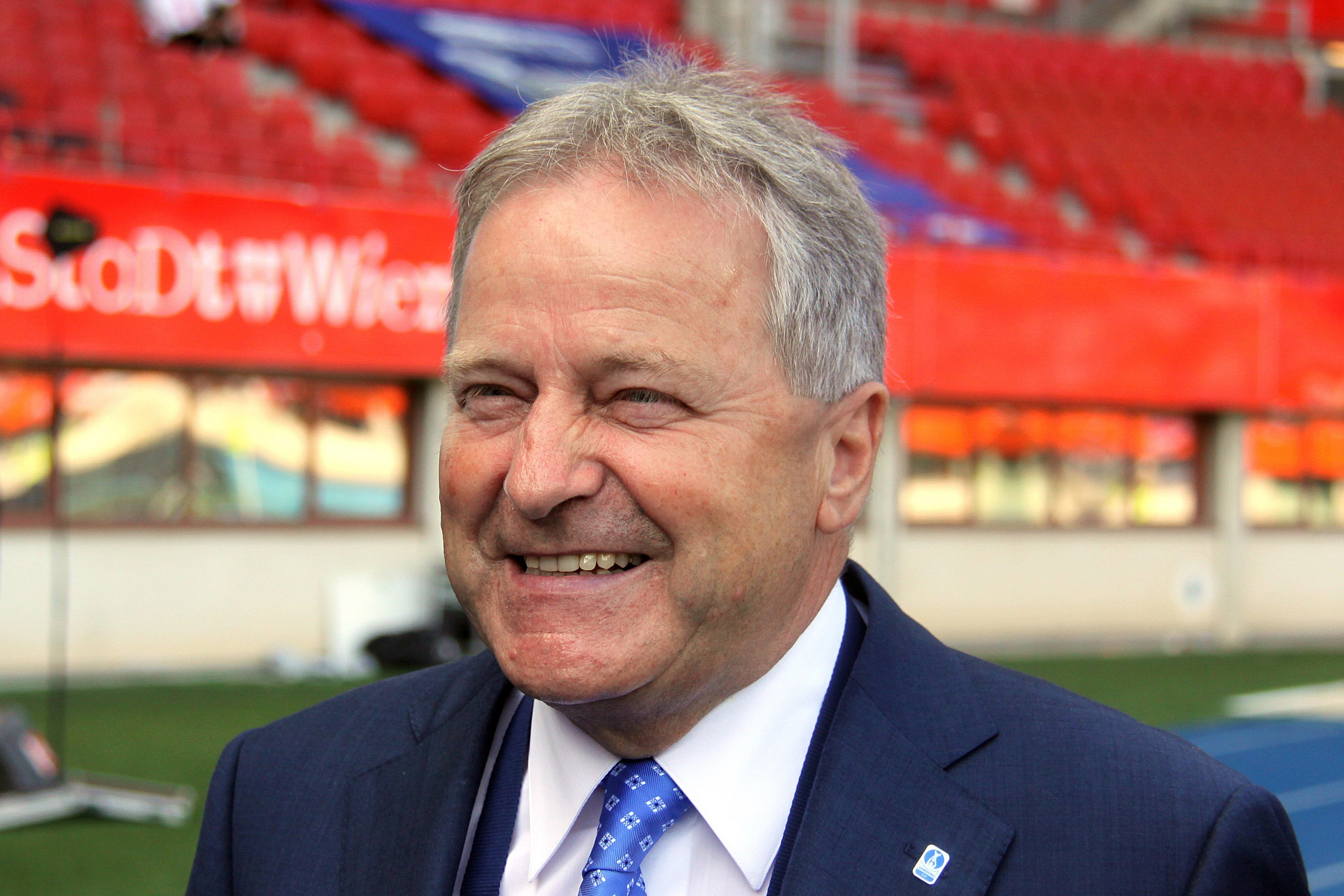
Von 2009 bis Oktober 2021: Leo Windtner

### Ehrenpräsident
Leo Windtner, der dem ÖFB seit Februar 2009 vorstand, wurde von der Hauptversammlung im Oktober 2021 zum Ehrenpräsidenten gewählt. Am 8. August 2025 starb Windtner 74-jährig beim Bergsteigen am Traunstein an einem Herzstillstand.

### Generaldirektoren des ÖFB

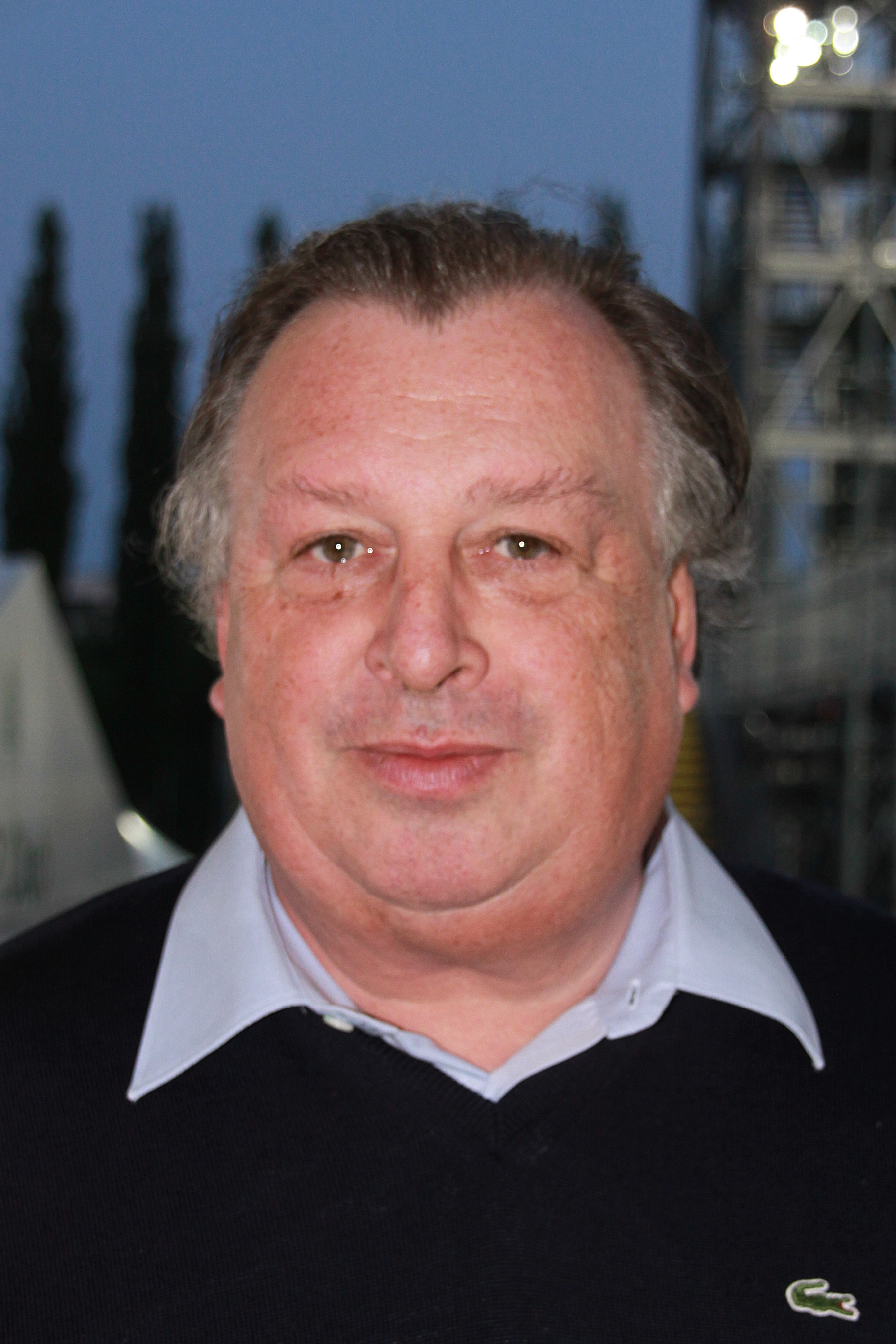
ÖFB-Generaldirektor von 2009 bis 2016: Alfred „Gigi“ Ludwig

- 2009 bis 2016: Alfred „Gigi“ Ludwig
- seit 2016: Thomas Hollerer

### Geschäftsführer des ÖFB
- 1986 bis 2009: Alfred „Gigi“ Ludwig
- seit 2009: Thomas Hollerer
- seit 2016: Bernhard Neuhold

### Sportdirektoren des ÖFB
- 2001 bis 2017: Willibald Ruttensteiner[13]
- seit 2017: Peter Schöttel[14]

### Teamchef

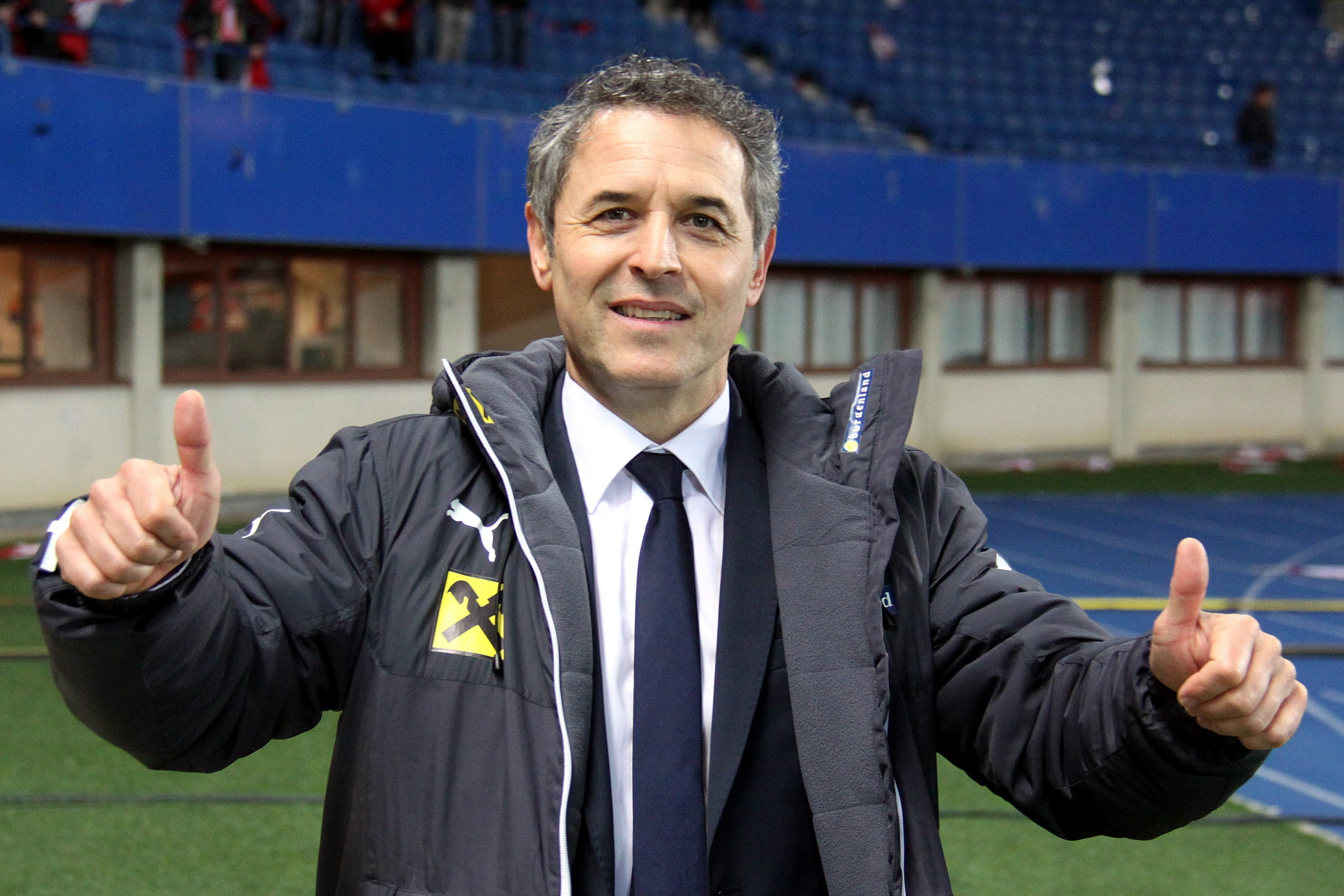
Unter Teamchef Koller konnte sich Österreich 2016 erstmals sportlich für eine Fußball-EM qualifizieren

Ende Mai 2022 übernahm Ralf Rangnick das Amt des Teamchefs. Damit tritt er die Nachfolge von Franco Foda an, der von 2018 bis 2022 im Amt war. Seine Assistenztrainer sind Lars Kornetka und Stefan Oesen sowie der Torwarttrainer und ehemalige Teamspieler Michael Gspurning. Sein Vertrag läuft bis Ende 2025, mit der Option bis zur Weltmeisterschaft 2026.

## Spielbetrieb
Der ÖFB organisiert die höchsten Bewerbe in Österreich. Im Herrenbereich sind dies die Bundesliga, die 2. Liga und die drei Regionalligen, im Frauenfußball die ÖFB Frauen-Bundesliga und die 2. Liga und die Frauen Future League, in der die Reservemannschaften der Bundesligisten aufgestellt sind. Im Nachwuchsbereich führt der ÖFB Meisterschaften in der U18, der U16 und der U15 durch.
Die niedrigeren Bewerbe werden von den Landesverbänden organisiert:
- Burgenländischer Fußballverband (BFV)
- Kärntner Fußballverband (KFV)
- Niederösterreichischer Fußballverband (NÖFV)
- Oberösterreichischer Fußballverband (OÖFV)
- Salzburger Fußballverband (SFV)
- Steirischer Fußballverband (StFV)
- Tiroler Fußballverband (TFV)
- Vorarlberger Fußballverband (VFV)
- Wiener Fußball-Verband (WFV)

## UEFA-Fünfjahreswertung
Platzierung in der UEFA-Fünfjahreswertung:
(in Klammern die Vorjahresplatzierung). Die Kürzel CL, EL und CO hinter den Länderkoeffizienten geben die Anzahl der Vertreter in der Saison 2026/27 der Champions League, der Europa League sowie der Conference League an.
- 11.  (14)  Norwegen (Liga, Cup) – Koeffizient: 39.687 – CL: 2, EL: 2, CO: 1
- 12.  (15)  Griechenland (Liga, Cup) – Koeffizient: 39.312 – CL: 2, EL: 2, CO: 1
- 13.  (13)  Österreich (Liga, Cup) – Koeffizient: 36.450 – CL: 2, EL: 1, CO: 2
- 14.  (11)  Schottland (Liga, Cup) – Koeffizient: 35.550 – CL: 2, EL: 1, CO: 2
- 15.  (21)  Polen (Liga, Cup) – Koeffizient: 35.000 – CL: 2, EL: 1, CO: 2

Stand: Ende der Europacupsaison 2024/25